# Obernheim
Obernheim è un comune tedesco di 1 487 abitanti,, situato nel land del Baden-Württemberg.